# Stadhuis van Hazebroek

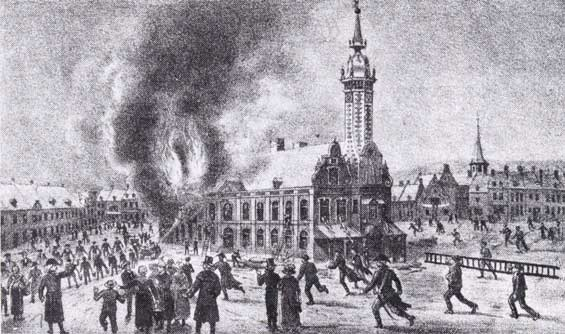
Brand in het oude stadhuis

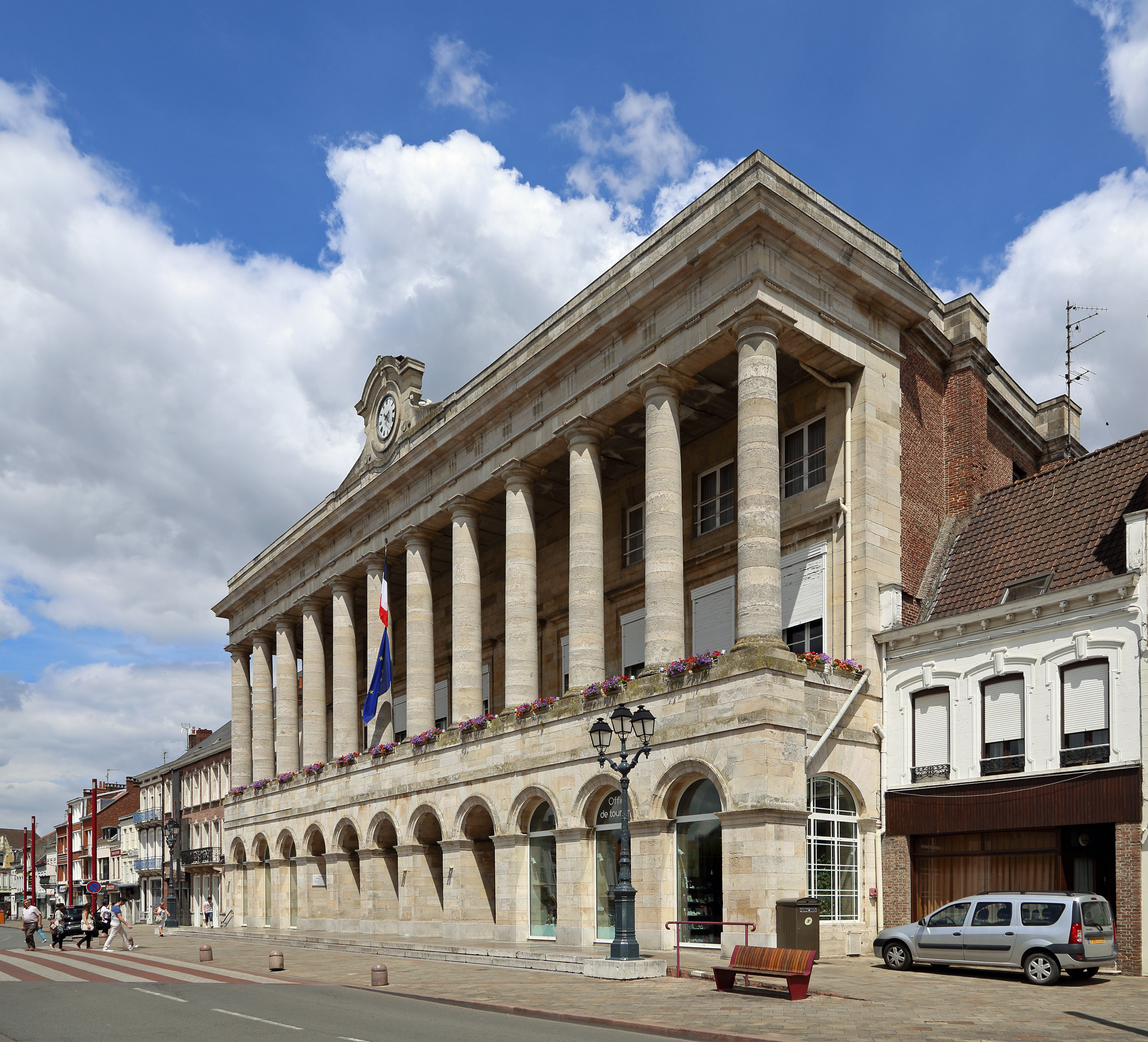
Stadhuis van Hazebroek

Het Stadhuis van Hazebroek (Frans: Hôtel de Ville de Hazebrouck) is het stadhuis van de tot het Noorderdepartement behorende stad Hazebroek, gelegen aan het Place du Géneral de Gaulle, in vroeger tijd Grand-Place geheten.

## Geschiedenis
Er bestond een stadhuis met belfort van 1589 in Vlaamse renaissancestijl. Dit brandde af in 1801. Alle diensten werden toen in het Augustijnenklooster gevestigd tot het nieuwe gebouw voltooid was. Deze nieuwbouw begon in 1807 en omvatte een gebouw in classicistische stijl, naar ontwerp van Drapier. In 1820 was de bouw voltooid. Dit nieuwe stadhuis kreeg geen belfort.
In 1836 werden nog een fronton en een klok toegevoegd.